# Marcos Evangelista de Moraes
Marcos Evangelista de Moraes (7 de juny, 1970 a São Paulo), més conegut com a Cafu, és un futbolista brasiler ja retirat, que jugava com a defensa.

## Trajectòria
Es formà al São Paulo FC on jugà fins al 1994. Després de breus estances a Juventude, Reial Saragossa i Palmeiras es traslladà a Itàlia on, durant una dècada defensà els colors de dos clubs del país, l'AS Roma i l'AC Milan.
Al desembre de 2008 va signar un contracte amb l'equip amateur anglès Garforth Town AFC, de la vuitena divisió anglesa.
Amb la selecció brasilera ha estat dos cops campió del Món els anys 1994 i 2002. És el jugador que més partits ha jugat amb la selecció (142 partits) i qui més partits ha jugat en fases finals de Mundials (21), a data de 2008.
Pelé el va incloure dins de la seva llista dels 125 més grans futbolistes vius el març del 2004.

## Palmarès i premis
- Copa del Món de futbol (1994, 2002)
- Copa Amèrica de futbol (1997, 1999)
- Copa Confederacions de la FIFA (1997)
- Copa Libertadores (1992, 1993)
- Copa Intercontinental de futbol (1992, 1993)
- Recopa Sud-americana (1993)
- Recopa d'Europa de futbol (1995)
- Supercopa d'Europa de futbol (2003, 2007)
- Lliga de Campions (2007)
- Campionat del Món de Clubs de futbol (2007)
- Campionat brasiler de futbol (1991)
- Lliga italiana de futbol (2001, 2004)
- Supercopa italiana de futbol (2004)

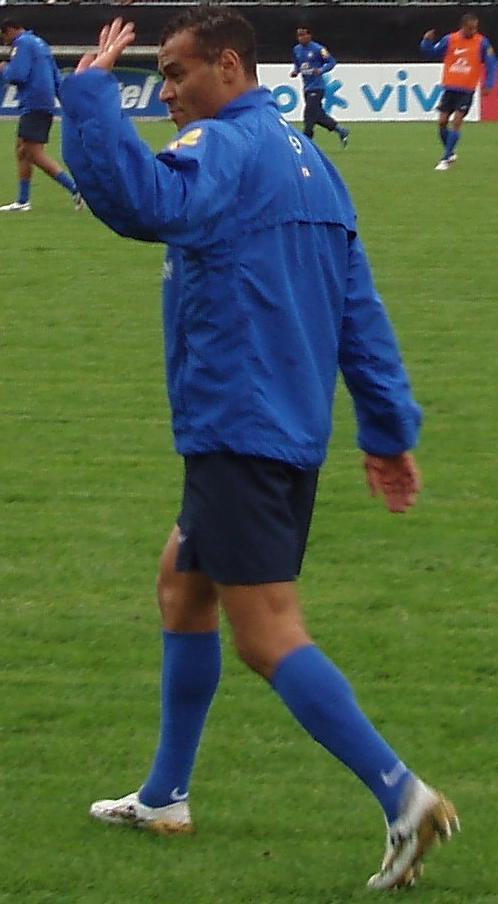
Cafu

- Futbolista americà de l'any (1994)
- Orde de Rio Branco: 2008